# Lengyelország a 2012. évi nyári olimpiai játékokon
Lengyelország a nagy-britanniai Londonban megrendezett 2012. évi nyári olimpiai játékok egyik részt vevő nemzete volt. Az országot az olimpián 24 sportágban 218 sportoló képviselte, akik összesen 11 érmet szereztek.

## Érmesek
| Érem  | Versenyző                           | Sportág       | Versenyszám              |
| ----- | ----------------------------------- | ------------- | ------------------------ |
| Arany | Tomasz Majewski                     | Atlétika      | Férfi súlylökés          |
| Arany | Anita Włodarczyk                    | Atlétika      | Női kalapácsvetés        |
| Arany | Adrian Zieliński                    | Súlyemelés    | Férfi 85 kg              |
| Ezüst | Sylwia Bogacka                      | Sportlövészet | Női légpuska             |
| Ezüst | Bartłomiej Bonk                     | Súlyemelés    | Férfi 105 kg             |
| Bronz | Damian Janikowski                   | Birkózás      | Férfi kötöttfogás, 84 kg |
| Bronz | Magdalena Fularczyk Julia Michalska | Evezés        | Női kétpárevezős         |
| Bronz | Beata Mikołajczyk Karolina Naja     | Kajak-kenu    | Női kajak kettes 500 m   |
| Bronz | Tomasz Zieliński                    | Súlyemelés    | Férfi 94 kg              |
| Bronz | Przemysław Miarczyński              | Vitorlázás    | Férfi szörfvitorlázás    |
| Bronz | Zofia Klepacka                      | Vitorlázás    | Női szörfvitorlázás      |

## Asztalitenisz
Férfi
| Versenyző   | Versenyszám | Selejtező         | 64-es főtábla                                                 | 48-as főtábla                                               | 32-es főtábla     | Nyolcaddöntő      | Negyeddöntő       | Elődöntő          | Döntő             | Helyezés |
| Versenyző   | Versenyszám | Ellenfél Eredmény | Ellenfél Eredmény                                             | Ellenfél Eredmény                                           | Ellenfél Eredmény | Ellenfél Eredmény | Ellenfél Eredmény | Ellenfél Eredmény | Ellenfél Eredmény | Helyezés |
| ----------- | ----------- | ----------------- | ------------------------------------------------------------- | ----------------------------------------------------------- | ----------------- | ----------------- | ----------------- | ----------------- | ----------------- | -------- |
| Zengyi Wang | Egyes       | erőnyerő          | Hugo Hoyama (BRA) · 8-11, 11-9, 9-11, 9-11, 11-5, 11-8, 12-10 | Zhiwen He (ESP) · 11-8, 11-9, 11-7, 8-11, 3-11, 5-11, 12-14 | kiesett           | kiesett           | kiesett           | kiesett           | kiesett           | 33.      |

Női
| Versenyző                                    | Versenyszám | Selejtező         | 64-es főtábla     | 48-as főtábla                                              | 32-es főtábla                                        | Nyolcaddöntő                                                     | Negyeddöntő       | Elődöntő          | Döntő             | Helyezés |
| Versenyző                                    | Versenyszám | Ellenfél Eredmény | Ellenfél Eredmény | Ellenfél Eredmény                                          | Ellenfél Eredmény                                    | Ellenfél Eredmény                                                | Ellenfél Eredmény | Ellenfél Eredmény | Ellenfél Eredmény | Helyezés |
| -------------------------------------------- | ----------- | ----------------- | ----------------- | ---------------------------------------------------------- | ---------------------------------------------------- | ---------------------------------------------------------------- | ----------------- | ----------------- | ----------------- | -------- |
| Qian Li                                      | Egyes       | erőnyerő          | erőnyerő          | erőnyerő                                                   | Huang I-Hua (TPE) · 11-7, 11-8, 11-6, 11-3           | Isikava Kaszumi (JPN) · 9-11, 5-11, 12-10, 12-14, 6-11           | kiesett           | kiesett           | kiesett           | 9.       |
| Natalia Partyka                              | Egyes       | erőnyerő          | erőnyerő          | Mie Skov (DEN) · 5-11, 11-3, 12-10, 8-11, 9-11, 11-7, 11-9 | Jie Li (NED) · 13-11, 11-6, 14-16, 7-11, 10-12, 7-11 | kiesett                                                          | kiesett           | kiesett           | kiesett           | 17.      |
| Qian Li Natalia Partyka Katarzyna Grzybowska | Csapat      |                   |                   |                                                            |                                                      | Szingapúr (SIN) · Feng Tian Wei · Li Jia Wei · Wang Jue Gu · 1-3 | kiesett           | kiesett           | kiesett           | 9.       |

## Atlétika
Férfi
| Versenyző                                                          | Versenyszám     | Selejtező | Selejtező | Selejtező | Előfutam      | Előfutam      | Előfutam      | Elődöntő | Elődöntő | Elődöntő | Döntő         | Döntő         |
| Versenyző                                                          | Versenyszám     | Idő       | Hely.     | Össz.     | Idő           | Hely.         | Össz.         | Idő      | Hely.    | Össz.    | Idő           | Helyezés      |
| ------------------------------------------------------------------ | --------------- | --------- | --------- | --------- | ------------- | ------------- | ------------- | -------- | -------- | -------- | ------------- | ------------- |
| Dariusz Kuć                                                        | 100 m           | kiemelt   | kiemelt   | kiemelt   | 10,24         | 4.            | 27.           | kiesett  | kiesett  | kiesett  | kiesett       | kiesett       |
| Kamil Kryński                                                      | 200 m           |           |           |           | 20,66         | 3.            | 23.*          | 20,83    | 6.       | 20.      | kiesett       | kiesett       |
| Marcin Marciniszyn                                                 | 400 m           |           |           |           | 46,35         | 6.            | 34.           | kiesett  | kiesett  | kiesett  | kiesett       | kiesett       |
| Adam Kszczot                                                       | 800 m           |           |           |           | 1:45,99       | 3.            | 7.            | 1:45,34  | 3.       | 12.      | kiesett       | kiesett       |
| Marcin Lewandowski                                                 | 800 m           |           |           |           | 1:47,64       | 5.            | 29.           | 1:45,08  | 4.       | 9.       | kiesett       | kiesett       |
| Artur Noga                                                         | 110 m gát       |           |           |           | nem ért célba | nem ért célba | nem ért célba | kiesett  | kiesett  | kiesett  | kiesett       | kiesett       |
| Łukasz Parszczyński                                                | 3000 m akadály  |           |           |           | 8:30,08       | 9.            | 24.           |          |          |          | kiesett       | kiesett       |
| Henryk Szost                                                       | Maraton         |           |           |           |               |               |               |          |          |          | 2:12:28       | 9.            |
| Rafał Augustyn                                                     | 20 km gyaloglás |           |           |           |               |               |               |          |          |          | 1:23:17       | 29.           |
| Grzegorz Sudoł                                                     | 20 km gyaloglás |           |           |           |               |               |               |          |          |          | 1:22:40       | 24.           |
| Dawid Tomala                                                       | 20 km gyaloglás |           |           |           |               |               |               |          |          |          | 1:21:55       | 19.           |
| Rafał Fedaczyński                                                  | 50 km gyaloglás |           |           |           |               |               |               |          |          |          | nem ért célba | nem ért célba |
| Łukasz Nowak                                                       | 50 km gyaloglás |           |           |           |               |               |               |          |          |          | 3:42:47       | 9.            |
| Rafał Sikora                                                       | 50 km gyaloglás |           |           |           |               |               |               |          |          |          | 3:47:47       | 18.           |
| Kamil Masztak Dariusz Kuć Robert Kubaczyk Kamil Kryński            | 4 × 100 m váltó |           |           |           | 38,31         | 6.            | 9.            |          |          |          | kiesett       | kiesett       |
| Piotr Wiaderek Marcin Marciniszyn Michał Pietrzak Kacper Kozłowski | 4 × 400 m váltó |           |           |           | 3:02,86       | 5.            | 9.            |          |          |          | kiesett       | kiesett       |

| Versenyző             | Versenyszám   | Selejtező                | Selejtező                | Döntő    | Döntő    |
| Versenyző             | Versenyszám   | Eredmény                 | Helyezés                 | Eredmény | Helyezés |
| --------------------- | ------------- | ------------------------ | ------------------------ | -------- | -------- |
| Łukasz Michalski      | Rúdugrás      | 560 cm                   | 8.                       | 550 cm   | 11.      |
| Paweł Wojciechowski   | Rúdugrás      | érvényes kísérlet nélkül | érvényes kísérlet nélkül | kiesett  | kiesett  |
| Tomasz Majewski       | Súlylökés     | 21,03 m                  | 3.                       | 21,89 m  |          |
| Przemysław Czajkowski | Diszkoszvetés | 61,08 m                  | 22.                      | kiesett  | kiesett  |
| Piotr Małachowski     | Diszkoszvetés | 64,65 m                  | 7.                       | 67,19 m  | 5.       |
| Robert Urbanek        | Diszkoszvetés | 59,56 m                  | 32.                      | kiesett  | kiesett  |
| Paweł Fajdek          | Kalapácsvetés | érvényes dobás nélkül    | érvényes dobás nélkül    | kiesett  | kiesett  |
| Szymon Ziółkowski     | Kalapácsvetés | 76,22 m                  | 7.                       | 77,10 m  | 7.       |
| Igor Janik            | Gerelyhajítás | 78,90 m                  | 19.                      | kiesett  | kiesett  |
| Bartosz Osewski       | Gerelyhajítás | 71,19 m                  | 42.                      | kiesett  | kiesett  |
| Paweł Rakoczy         | Gerelyhajítás | 77,36 m                  | 28.                      | kiesett  | kiesett  |

Női
| Versenyző                                                                    | Versenyszám     | Selejtező | Selejtező | Selejtező | Előfutam | Előfutam | Előfutam | Elődöntő | Elődöntő | Elődöntő | Döntő   | Döntő    |
| Versenyző                                                                    | Versenyszám     | Idő       | Hely.     | Össz.     | Idő      | Hely.    | Össz.    | Idő      | Hely.    | Össz.    | Idő     | Helyezés |
| ---------------------------------------------------------------------------- | --------------- | --------- | --------- | --------- | -------- | -------- | -------- | -------- | -------- | -------- | ------- | -------- |
| Marta Jeschke                                                                | 100 m           | kiemelt   | kiemelt   | kiemelt   | 11,42    | 6.       | 36.      | kiesett  | kiesett  | kiesett  | kiesett | kiesett  |
| Anna Kiełbasińska                                                            | 200 m           |           |           |           | 23,67    | 7.       | 41.      | kiesett  | kiesett  | kiesett  | kiesett | kiesett  |
| Renata Pliś                                                                  | 1500 m          |           |           |           | 4:19,62  | 13.      | 42.      | kiesett  | kiesett  | kiesett  | kiesett | kiesett  |
| Anna Olichwierczuk-Jesień                                                    | 400 m gát       |           |           |           | 55,44    | 4.       | 15.      | 56,28    | 7.       | 22.      | kiesett | kiesett  |
| Katarzyna Kowalska                                                           | 3000 m akadály  |           |           |           | 9:48,60  | 11.      | 30.      |          |          |          | kiesett | kiesett  |
| Matylda Szlęzak                                                              | 3000 m akadály  |           |           |           | 10:08,84 | 14.      | 41.      |          |          |          | kiesett | kiesett  |
| Karolina Jarzyńska                                                           | Maraton         |           |           |           |          |          |          |          |          |          | 2:30:57 | 36.      |
| Paulina Buziak                                                               | 20 km gyaloglás |           |           |           |          |          |          |          |          |          | 1:35:23 | 45.      |
| Agnieszka Dygacz                                                             | 20 km gyaloglás |           |           |           |          |          |          |          |          |          | 1:31:28 | 23.      |
| Agnieszka Szwarnóg                                                           | 20 km gyaloglás |           |           |           |          |          |          |          |          |          | 1:31:14 | 22.      |
| Marika Popowicz Daria Korczyńska Marta Jeschke Ewelina Klocek-Ptak           | 4 × 100 m váltó |           |           |           | 43,07    | 4.       | 9.*      |          |          |          | kiesett | kiesett  |
| Iga Baumgart Justyna Święty Anna Olichwierczuk-Jesień Patrycja Wyciszkiewicz | 4 × 400 m váltó |           |           |           | 3:30,15  | 5.       | 12.      |          |          |          | kiesett | kiesett  |

| Versenyző        | Versenyszám   | Selejtező | Selejtező | Döntő                    | Döntő                    |
| Versenyző        | Versenyszám   | Eredmény  | Helyezés  | Eredmény                 | Helyezés                 |
| ---------------- | ------------- | --------- | --------- | ------------------------ | ------------------------ |
| Monika Pyrek     | Rúdugrás      | 440 cm    | 15.*      | kiesett                  | kiesett                  |
| Anna Rogowska    | Rúdugrás      | 455 cm    | 5.        | érvényes kísérlet nélkül | érvényes kísérlet nélkül |
| Żaneta Glanc     | Diszkoszvetés | 59,88 m   | 24.       | kiesett                  | kiesett                  |
| Joanna Fiodorow  | Kalapácsvetés | 70,48 m   | 12.       | 72,37 m                  | 10.                      |
| Anita Włodarczyk | Kalapácsvetés | 75,68 m   | 1.        | 77,60 m                  |                          |

| Versenyző         | Versenyszám | 100 m gát | 100 m gát | Magasugrás | Magasugrás | Súlylökés | Súlylökés | 200 m | 200 m | Távolugrás               | Távolugrás               | Gerelyhajítás    | Gerelyhajítás    | 800 m            | 800 m            | Végeredmény   | Végeredmény   |
| Versenyző         | Versenyszám | Idő       | Pont      | Eredmény   | Pont       | Eredmény  | Pont      | Idő   | Pont  | Eredmény                 | Pont                     | Eredmény         | Pont             | Idő              | Pont             | Pont          | Helyezés      |
| ----------------- | ----------- | --------- | --------- | ---------- | ---------- | --------- | --------- | ----- | ----- | ------------------------ | ------------------------ | ---------------- | ---------------- | ---------------- | ---------------- | ------------- | ------------- |
| Karolina Tymińska | Hétpróba    | 13,22     | 1091      | 168 cm     | 830        | 13,74 m   | 777       | 23,71 | 1009  | érvényes kísérlet nélkül | érvényes kísérlet nélkül | nem állt rajthoz | nem állt rajthoz | nem állt rajthoz | nem állt rajthoz | nem ért célba | nem ért célba |

* - egy másik versenyzővel azonos időt/eredményt ért el

## Birkózás

### Férfi
Kötöttfogású
| Versenyző         | Versenyszám | Selejtező                     | Nyolcaddöntő                      | Negyeddöntő                               | Elődöntő                                  | Vigaszág első kör | Vigaszág elődöntő                  | Bronz- mérkőzés                   | Döntő             | Helyezés |
| Versenyző         | Versenyszám | Ellenfél Eredmény             | Ellenfél Eredmény                 | Ellenfél Eredmény                         | Ellenfél Eredmény                         | Ellenfél Eredmény | Ellenfél Eredmény                  | Ellenfél Eredmény                 | Ellenfél Eredmény | Helyezés |
| ----------------- | ----------- | ----------------------------- | --------------------------------- | ----------------------------------------- | ----------------------------------------- | ----------------- | ---------------------------------- | --------------------------------- | ----------------- | -------- |
| Damian Janikowski | 84 kg       | Nazmi Avluca (TUR) · 2-0, 1-0 | Amer Hrustanovic (AUT) · 2-0, 3-0 | Pablo Shorey (CUB) · 1-0, 5-0 (kétvállas) | Karam Gáber Ibráhím (EGY) · 3-2, 0-1, 0-4 |                   |                                    | Mélonin Noumonvi (FRA) · 1-0, 1-0 |                   |          |
| Łukasz Banak      | 120 kg      | erőnyerő                      | Radhouane Chebbi (TUN) · 2–0, 1–0 | Heiki Nabi (EST) · 0-1, 0-1               |                                           |                   | Ioszeb Csugosvili (BLR) · 0–2, 0–1 | kiesett                           |                   | 10.      |

### Női
Szabadfogású
| Versenyző       | Versenyszám | Selejtező                          | Nyolcaddöntő                                            | Negyeddöntő                     | Elődöntő          | Vigaszág első kör | Vigaszág elődöntő                          | Bronz- mérkőzés                        | Döntő             | Helyezés |
| Versenyző       | Versenyszám | Ellenfél Eredmény                  | Ellenfél Eredmény                                       | Ellenfél Eredmény               | Ellenfél Eredmény | Ellenfél Eredmény | Ellenfél Eredmény                          | Ellenfél Eredmény                      | Ellenfél Eredmény | Helyezés |
| --------------- | ----------- | ---------------------------------- | ------------------------------------------------------- | ------------------------------- | ----------------- | ----------------- | ------------------------------------------ | -------------------------------------- | ----------------- | -------- |
| Iwona Matkowska | 48 kg       | Patricia Bermúdez (ARG) · 1-0, 3-0 | Davászühín Otgonceceg (MGL) · 0-1, 2-1, 4-0 (kétvállas) | Mariya Stadnik (AZE) · 0-2, 1-4 |                   |                   | Clarissa Chun (USA) · 1–0, 0–4 (kétvállas) | kiesett                                |                   | 7.       |
| Monika Michalik | 63 kg       | erőnyerő                           | Blessing Oborududu (NGR) · 2-0, 3-0                     | Jing Ruixue (CHN) · 0-3, 0-2    |                   |                   | Choe Un Gyong (PRK) · 1–0, 4-1             | Ljubov Voloszova (RUS) · 1-0, 1-3, 0-1 |                   | 5.       |

## Cselgáncs
Férfi
| Versenyző          | Versenyszám | Selejtező         | 32-es főtábla                          | Nyolcaddöntő                         | Negyeddöntő                          | Elődöntő          | Vigaszág elődöntő                    | Bronz- mérkőzés                       | Döntő             | Helyezés |
| Versenyző          | Versenyszám | Ellenfél Eredmény | Ellenfél Eredmény                      | Ellenfél Eredmény                    | Ellenfél Eredmény                    | Ellenfél Eredmény | Ellenfél Eredmény                    | Ellenfél Eredmény                     | Ellenfél Eredmény | Helyezés |
| ------------------ | ----------- | ----------------- | -------------------------------------- | ------------------------------------ | ------------------------------------ | ----------------- | ------------------------------------ | ------------------------------------- | ----------------- | -------- |
| Paweł Zagrodnik    | Harmatsúly  | erőnyerő          | Leandro da Cunha (BRA) · 001(1)-000(1) | Armen Nazarjan (ARM) · 011(1)-010(2) | Ungvári Miklós (HUN) · 000(2)-001(0) |                   | Tərlan Kərimov (AZE) · 010(0)-000(0) | Ebinuma Maszasi (JPN) · 010(1)-110(0) |                   | 5.       |
| Tomasz Adamiec     | Könnyűsúly  | erőnyerő          | Ugo Legrand (FRA) · 000(0)–010(0)      | kiesett                              | kiesett                              | kiesett           |                                      |                                       |                   | 17.      |
| Janusz Wojnarowicz | Nehézsúly   |                   | Teddy Riner (FRA) · 000(3)–010(0)      | kiesett                              | kiesett                              | kiesett           |                                      |                                       |                   | 17.      |

Női
| Versenyző         | Versenyszám  | Selejtező                              | Nyolcaddöntő                        | Negyeddöntő                        | Elődöntő          | Vigaszág elődöntő                | Bronz- mérkőzés   | Döntő             | Helyezés |
| Versenyző         | Versenyszám  | Ellenfél Eredmény                      | Ellenfél Eredmény                   | Ellenfél Eredmény                  | Ellenfél Eredmény | Ellenfél Eredmény                | Ellenfél Eredmény | Ellenfél Eredmény | Helyezés |
| ----------------- | ------------ | -------------------------------------- | ----------------------------------- | ---------------------------------- | ----------------- | -------------------------------- | ----------------- | ----------------- | -------- |
| Katarzyna Piłocik | Középsúly    | Chen Fei (CHN) · 000(0)-100(1)         | kiesett                             | kiesett                            | kiesett           |                                  |                   |                   | 17.      |
| Daria Pogorzelec  | Félnehézsúly | Anamari Velenšek (SLO) · 001(0)-000(0) | Heide Wollert (GER) · 020(0)-000(0) | Mayra Aguiar (BRA) · 000(0)-020(0) |                   | Joó Abigél (HUN) · 002(2)-101(2) | kiesett           |                   | 7.       |
| Urszula Sadkowska | Nehézsúly    | erőnyerő                               | Tong Wen (CHN) · 000(0)-101(0)      | kiesett                            | kiesett           |                                  |                   |                   | 9.       |

## Evezés
Férfi
| Versenyző | Versenyszám                          | Előfutam | Előfutam | Vigaszág | Vigaszág | Negyeddöntő | Negyeddöntő | Elődöntő | Elődöntő | Elődöntő | Döntő   | Döntő   | Döntő   | Helyezés |
| Versenyző | Versenyszám                          | Idő      | Hely.    | Idő      | Hely.    | Idő         | Hely.       | Típus    | Idő      | Hely.    | Típus   | Idő     | Hely.   | Helyezés |
| --- | ------------------------------------ | -------- | -------- | -------- | -------- | ----------- | ----------- | -------- | -------- | -------- | ------- | ------- | ------- | -------- |
| Michał Słoma | Egypárevezős                         | 6:54,58  | 3.       |          |          | 6:21,55     | 5.          | C/D      | 7:39,00  | 3.       | C       | 7:34,98 | 5.      | 17.      |
| Wojciech Gutorski Jarosław Godek | Kormányos nélküli kettes             | 6:19,98  | 3.       |          |          |             |             | A/B      | 7:04,58  | 4.       | B       | 6:56,00 | 4.      | 10.      |
| Konrad Wasielewski Marek Kolbowicz Michał Jeliński Adam Korol                                                                                                   | Négypárevezős                        | 5:40,56  | 2.       |          |          |             |             | A/B      | 6:10,75  | 3.       | A       | 5:51,74 | 6.      | 6.       |
| Łukasz Pawłowski Łukasz Siemion Miłosz Bernatajtys Paweł Rańda                                                                                                  | Könnyűsúlyú kormányos nélküli négyes | 5:53,52  | 4.       | 5:04,46  | 4.       |             |             | kiesett  | kiesett  | kiesett  | kiesett | kiesett | kiesett | 13.      |
| Marcin Brzeziński Michał Szpakowski Mikołaj Burda Piotr Hojka Zbigniew Schodowski Piotr Juszczak Krystian Aranowski Rafał Hejmej Daniel Trojanowski (kormányos) | Nyolcas                              | 5:35,64  | 3.       | 5:30,34  | 5.       |             |             |          |          |          | B       | 5:57,67 | 1.      | 7.       |

Női
| Versenyző                                                        | Versenyszám   | Előfutam | Előfutam | Vigaszág | Vigaszág | Döntő | Döntő   | Döntő | Helyezés |
| Versenyző                                                        | Versenyszám   | Idő      | Hely.    | Idő      | Hely.    | Típus | Idő     | Hely. | Helyezés |
| ---------------------------------------------------------------- | ------------- | -------- | -------- | -------- | -------- | ----- | ------- | ----- | -------- |
| Magdalena Fularczyk Julia Michalska                              | Kétpárevezős  | 6:50,85  | 2.       |          |          | A     | 7:07,92 | 3.    |          |
| Kamila Soćko Joanna Leszczyńska Sylwia Lewandowska Natalia Madaj | Négypárevezős | 6:21,44  | 3.       | 6:23,19  | 5.       | B     | 6:57,20 | 2.    | 8.       |

## Íjászat
Férfi
| Versenyző         | Versenyszám | Selejtező | Selejtező | 64-es főtábla                  | 32-es főtábla                    | Nyolcaddöntő                | Negyeddöntő       | Elődöntő          | Döntő             | Helyezés |
| Versenyző         | Versenyszám | Pont      | Kiemelés  | Ellenfél Eredmény              | Ellenfél Eredmény                | Ellenfél Eredmény           | Ellenfél Eredmény | Ellenfél Eredmény | Ellenfél Eredmény | Helyezés |
| ----------------- | ----------- | --------- | --------- | ------------------------------ | -------------------------------- | --------------------------- | ----------------- | ----------------- | ----------------- | -------- |
| Rafał Dobrowolski | Egyéni      | 672       | 14.       | Daniel Xavier (BRA)(51.) · 7-3 | Ráhul Benardzsi (IND)(46.) · 7-3 | O Dzsinhjok (KOR)(3.) · 0-6 | kiesett           | kiesett           | kiesett           | 9.       |

Női
| Versenyző       | Versenyszám | Selejtező | Selejtező | 64-es főtábla            | 32-es főtábla     | Nyolcaddöntő      | Negyeddöntő       | Elődöntő          | Döntő             | Helyezés |
| Versenyző       | Versenyszám | Pont      | Kiemelés  | Ellenfél Eredmény        | Ellenfél Eredmény | Ellenfél Eredmény | Ellenfél Eredmény | Ellenfél Eredmény | Ellenfél Eredmény | Helyezés |
| --------------- | ----------- | --------- | --------- | ------------------------ | ----------------- | ----------------- | ----------------- | ----------------- | ----------------- | -------- |
| Natalia Leśniak | Egyéni      | 639       | 38.       | Xu Jing (CHN)(27.) · 2-6 | kiesett           | kiesett           | kiesett           | kiesett           | kiesett           | 33.      |

## Kajak-kenu

### Síkvízi
Férfi
| Versenyző                       | Versenyszám        | Előfutam | Előfutam | Előfutam | Elődöntő | Elődöntő | Elődöntő | Döntő   | Döntő    | Döntő    | Helyezés |
| Versenyző                       | Versenyszám        | Idő      | Hely.    | Össz.    | Idő      | Hely.    | Össz.    | Típus   | Idő      | Helyezés | Helyezés |
| ------------------------------- | ------------------ | -------- | -------- | -------- | -------- | -------- | -------- | ------- | -------- | -------- | -------- |
| Piotr Siemionowski              | Kajak egyes 200 m  | 35,990   | 2.       | 8.       | 36,507   | 6.       | 10.      | B       | 38,585   | 6.       | 14.      |
| Piotr Kuleta                    | Kenu egyes 200 m   | 44,645   | 5.       | 21.      | 45,348   | 7.       | 21.      | kiesett | kiesett  | kiesett  | 21.      |
| Piotr Kuleta                    | Kenu egyes 1000 m  | 4:04,889 | 5.       | 8.       | 3:53,802 | 5.       | 8.       | B       | 3:54,414 | 1.       | 9.       |
| Marcin Grzybowski Tomasz Kaczor | Kenu kettes 1000 m | 3:38,759 | 5.       | 6.       | 3:37,695 | 4.       | 4.       | B       | 3:37,692 | 1.       | 9.       |

Női
| Versenyző                                                           | Versenyszám        | Előfutam | Előfutam | Előfutam | Elődöntő | Elődöntő | Elődöntő | Döntő | Döntő    | Döntő    | Helyezés |
| Versenyző                                                           | Versenyszám        | Idő      | Hely.    | Össz.    | Idő      | Hely.    | Össz.    | Típus | Idő      | Helyezés | Helyezés |
| ------------------------------------------------------------------- | ------------------ | -------- | -------- | -------- | -------- | -------- | -------- | ----- | -------- | -------- | -------- |
| Marta Walczykiewicz                                                 | Kajak egyes 200 m  | 42,290   | 2.       | 4.       | 40,905   | 2.       | 4.       | A     | 45,500   | 5.       | 5.       |
| Aneta Konieczna                                                     | Kajak egyes 500 m  | 1:52,069 | 3.       | 3.       | 1:52,193 | 4.       | 7.       | B     | 1:53,356 | 2.       | 10.      |
| Karolina Naja Beata Mikołajczyk                                     | Kajak kettes 500 m | 1:48,271 | 5.       | 17.      | 1:41,873 | 3.       | 4.       | A     | 1:44,000 | 3.       |          |
| Marta Walczykiewicz Aneta Konieczna Karolina Naja Beata Mikołajczyk | Kajak négyes 500 m | 1:35,843 | 5.       | 6.       | 1:30,338 | 1.       | 1.       | A     | 1:31,607 | 4.       | 4.       |

### Szlalom
Férfi
| Versenyző                         | Versenyszám | Selejtező | Selejtező | Selejtező | Selejtező | Selejtező     | Selejtező     | Elődöntő | Elődöntő | Döntő   | Döntő    |
| Versenyző                         | Versenyszám | 1. futam  | 1. futam  | 2. futam  | 2. futam  | Jobb eredmény | Jobb eredmény | Elődöntő | Elődöntő | Döntő   | Döntő    |
| Versenyző                         | Versenyszám | Pont      | Hely.     | Pont      | Hely.     | Pont          | Hely.         | Pont     | Hely.    | Pont    | Helyezés |
| --------------------------------- | ----------- | --------- | --------- | --------- | --------- | ------------- | ------------- | -------- | -------- | ------- | -------- |
| Mateusz Polaczyk                  | Kajak egyes | 88,51     | 4.        | 88,60     | 7.        | 88,51         | 7.            | 96,36    | 2.       | 96,14   | 4.       |
| Grzegorz Kiljanek                 | Kenu egyes  | 101,03    | 11.       | 93,50     | 5.        | 93,50         | 8.            | 106,14   | 9.       | kiesett | kiesett  |
| Piotr Szczepański Marcin Pochwała | Kenu kettes | 105,58    | 7.        | 101,00    | 3.        | 101,00        | 5.            | 109,81   | 4.       | 110,51  | 5.       |

Női
| Versenyző          | Versenyszám | Selejtező | Selejtező | Selejtező | Selejtező | Selejtező     | Selejtező     | Elődöntő | Elődöntő | Döntő  | Döntő    |
| Versenyző          | Versenyszám | 1. futam  | 1. futam  | 2. futam  | 2. futam  | Jobb eredmény | Jobb eredmény | Elődöntő | Elődöntő | Döntő  | Döntő    |
| Versenyző          | Versenyszám | Pont      | Hely.     | Pont      | Hely.     | Pont          | Hely.         | Pont     | Hely.    | Pont   | Helyezés |
| ------------------ | ----------- | --------- | --------- | --------- | --------- | ------------- | ------------- | -------- | -------- | ------ | -------- |
| Natalia Pacierpnik | Kajak egyes | 110,58    | 11.       | 102,38    | 7.        | 102,38        | 9.            | 107,79   | 1.       | 115,08 | 7.       |

## Kerékpározás

### Hegyi-kerékpározás
| Versenyző             | Versenyszám        | Idő             | Helyezés |
| --------------------- | ------------------ | --------------- | -------- |
| Piotr Brzózka         | Férfi terepverseny | 1:38:37 (+9:30) | 32.      |
| Marek Konwa           | Férfi terepverseny | 1:32:41 (+3:34) | 16.      |
| Aleksandra Dawidowicz | Női terepverseny   | 1:33:20 (+2:28) | 7.       |
| Paula Gorycka         | Női terepverseny   | 1:39:18 (+8:26) | 22.      |

### Országúti kerékpározás
Férfi
| Versenyző          | Versenyszám   | Idő                 | Helyezés      |
| ------------------ | ------------- | ------------------- | ------------- |
| Michał Gołaś       | Mezőnyverseny | nem ért célba       | nem ért célba |
| Michał Kwiatkowski | Mezőnyverseny | 5:46:37 (+0:40)     | 60.           |
| Maciej Bodnar      | Mezőnyverseny | 5:46:37 (+0:40)     | 84.           |
| Maciej Bodnar      | Időfutam      | 55:49,67 (+5:10,13) | 25.           |

Női
| Versenyző           | Versenyszám   | Idő             | Helyezés |
| ------------------- | ------------- | --------------- | -------- |
| Katarzyna Pawłowska | Mezőnyverseny | 3:35:56 (+0:27) | 11.      |

### Pálya-kerékpározás
Sprintversenyek
| Versenyző                                        | Versenyszám  | Selejtező | Selejtező | 1. forduló                        | Vigaszág                           | Vigaszág | 2. forduló           | Vigaszág               | Vigaszág | 9–12. helyért          | 9–12. helyért | Negyeddöntő          | 5–8. helyért           | 5–8. helyért | Elődöntő             | Döntő                | Helyezés |
| Versenyző                                        | Versenyszám  | Idő       | Hely.     | Ellenfél Győztes idő              | Ellenfelek Győztes idő             | Hely.    | Ellenfél Győztes idő | Ellenfelek Győztes idő | Hely.    | Ellenfelek Győztes idő | Hely.         | Ellenfél Győztes idő | Ellenfelek Győztes idő | Hely.        | Ellenfél Győztes idő | Ellenfél Győztes idő | Helyezés |
| ------------------------------------------------ | ------------ | --------- | --------- | --------------------------------- | ---------------------------------- | -------- | -------------------- | ---------------------- | -------- | ---------------------- | ------------- | -------------------- | ---------------------- | ------------ | -------------------- | -------------------- | -------- |
| Damian Zieliński                                 | Férfi egyéni | 10,323    | 14.       | Gyenyisz Dmitrijev (RUS) · 10,690 | Nakagava Szeiicsiró (JPN) · 10,792 | 2.       | kiesett              | kiesett                | kiesett  | kiesett                | kiesett       | kiesett              | kiesett                | kiesett      | kiesett              | kiesett              | 15.      |
| Maciej Bielecki Kamil Kuczyński Damian Zieliński | Férfi csapat | 44,712    | 10.       |                                   |                                    |          |                      |                        |          |                        |               | kiesett              | kiesett                | kiesett      | kiesett              | kiesett              | 10.      |

Keirin
| Versenyző       | Versenyszám | 1. forduló | Vigaszág | 2. forduló | Döntő    | Helyezés |
| Versenyző       | Versenyszám | Helyezés   | Helyezés | Helyezés   | Helyezés | Helyezés |
| --------------- | ----------- | ---------- | -------- | ---------- | -------- | -------- |
| Kamil Kuczyński | Férfi       | 4.         | 4.       | kiesett    | kiesett  | 13.      |

Omnium
| Versenyző          | Versenyszám | 200 méter | 200 méter | 20 km-es pontverseny | 20 km-es pontverseny | Kieséses verseny | 3 km-es egyéni üldözőverseny | 3 km-es egyéni üldözőverseny | 10 km-es scratch | 10 km-es scratch | 500 m-es időfutam | 500 m-es időfutam | Összesítés | Összesítés |
| Versenyző          | Versenyszám | Idő       | Hely.     | Pont                 | Hely.                | Hely.            | Eredmény                     | Hely.                        | Lekörözés        | Hely.            | Idő               | Hely.             | Pont       | Helyezés   |
| ------------------ | ----------- | --------- | --------- | -------------------- | -------------------- | ---------------- | ---------------------------- | ---------------------------- | ---------------- | ---------------- | ----------------- | ----------------- | ---------- | ---------- |
| Małgorzata Wojtyra | Női         | 14,754    | 13.       | 34                   | 1.                   | 10.              | 3:45,083                     | 12.                          | –                | 13.              | 36,790            | 14.               | 63         | 11.        |

## Lovaglás
Díjlovaglás
| Versenyző                                                    | Ló                     | Versenyszám | 1. kör | 1. kör | 2. kör  | 2. kör  | Döntő     | Döntő   | Végeredmény | Végeredmény |
| Versenyző                                                    | Ló                     | Versenyszám | 1. kör | 1. kör | 2. kör  | 2. kör  | Technikai | Művészi | Végeredmény | Végeredmény |
| Versenyző                                                    | Ló                     | Versenyszám | Pont   | Hely.  | Pont    | Hely.   | Pont      | Pont    | Pont        | Helyezés    |
| ------------------------------------------------------------ | ---------------------- | ----------- | ------ | ------ | ------- | ------- | --------- | ------- | ----------- | ----------- |
| Katarzyna Milczarek-Jasińska                                 | Ekwador                | Egyéni      | 69,271 | 40.    | kiesett | kiesett | kiesett   | kiesett | kiesett     | kiesett     |
| Michał Rapcewicz                                             | Randon                 | Egyéni      | 66,915 | 45.    | kiesett | kiesett | kiesett   | kiesett | kiesett     | kiesett     |
| Beata Stremler                                               | Martini                | Egyéni      | 69,422 | 38.    | kiesett | kiesett | kiesett   | kiesett | kiesett     | kiesett     |
| Katarzyna Milczarek-Jasińska Michał Rapcewicz Beata Stremler | Ekwador Randon Martini | Csapat      | 68,536 | 8.     | kiesett | kiesett |           |         |             |             |

Lovastusa
| Versenyző    | Ló  | Versenyszám | Díjlovaglás | Díjlovaglás | Tereplovaglás | Tereplovaglás | Tereplovaglás | Díjugratás   | Díjugratás   | Díjugratás   | Díjugratás | Végeredmény | Végeredmény |
| Versenyző    | Ló  | Versenyszám | Díjlovaglás | Díjlovaglás | Tereplovaglás | Tereplovaglás | Tereplovaglás | Selejtező    | Selejtező    | Selejtező    | Döntő      | Végeredmény | Végeredmény |
| Versenyző    | Ló  | Versenyszám | Bünt.       | Hely.       | Bünt.         | Bünt. össz.   | Hely.         | Bünt.        | Bünt. össz.  | Hely.        | Bünt.      | Bünt.       | Helyezés    |
| ------------ | --- | ----------- | ----------- | ----------- | ------------- | ------------- | ------------- | ------------ | ------------ | ------------ | ---------- | ----------- | ----------- |
| Paweł Spisak | Wag | Egyéni      | 54,8        | 50.         | 22,4          | 77,2          | 41.           | visszalépett | visszalépett | visszalépett | kiesett    | kiesett     | kiesett     |

## Ökölvívás
Női
| Versenyző           | Versenyszám | Selejtező              | Negyeddöntő       | Elődöntő          | Döntő             | Helyezés |
| Versenyző           | Versenyszám | Ellenfél Eredmény      | Ellenfél Eredmény | Ellenfél Eredmény | Ellenfél Eredmény | Helyezés |
| ------------------- | ----------- | ---------------------- | ----------------- | ----------------- | ----------------- | -------- |
| Karolina Michalczuk | Légsúly     | Meri Kom (IND) · 14–19 | kiesett           | kiesett           | kiesett           | 9.       |

## Öttusa
| Versenyző           | Versenyszám | Vívás    | Vívás | Vívás | Úszás   | Úszás | Úszás | Lovaglás | Lovaglás | Lovaglás | Lovaglás | Futás/Lövészet | Futás/Lövészet | Futás/Lövészet | Futás/Lövészet | Összesen    | Összesen |
| Versenyző           | Versenyszám | Eredmény | Pont  | Hely. | Idő     | Pont  | Hely. | Idő      | Hibapont | Pont     | Hely.    | Lövőhiba       | Idő            | Pont           | Hely.          | Összes pont | Helyezés |
| ------------------- | ----------- | -------- | ----- | ----- | ------- | ----- | ----- | -------- | -------- | -------- | -------- | -------------- | -------------- | -------------- | -------------- | ----------- | -------- |
| Szymon Staśkiewicz  | Férfi       | 14-21    | 736   | 29.** | 2:11,54 | 1224  | 30.   | 75,21    | 20       | 1180     | 4.       | 4              | 10:56,31       | 2376           | 18.            | 5516        | 24.      |
| Sylwia Czwojdzińska | Női         | 17-18    | 808   | 19.*  | 2:17,35 | 1152  | 13.   | 78,78    | 52       | 1148     | 10.      | 5              | 12:15,27       | 2060           | 14.            | 5168        | 13.      |
| Katarzyna Wójcik    | Női         | 16-19    | 784   | 22.*  | 2:20,94 | 1112  | 24.   | 62,74    | 60       | 1140     | 14.      | 14             | 12:17,69       | 2052           | 16.            | 5088        | 19.      |

* - két másik versenyzővel azonos eredményt ért el

** - három másik versenyzővel azonos eredményt ért el

## Röplabda

### Férfi
| Lengyel férfi röplabdacsapat-játékoskeret                                                               | Lengyel férfi röplabdacsapat-játékoskeret                                                                 |
| --- | --- |
| - Zbigniew Bartman - Krzysztof Ignaczak - Jakub Jarosz - Grzegorz Kosok - Michał Kubiak - Bartosz Kurek | - Marcin Możdżonek - Piotr Nowakowski - Michał Ruciak - Paweł Zagumny - Łukasz Żygadło - Michał Winiarski |

#### Eredmények
Csoportkör
A csoport
|                      |      | Mérkőzések | Mérkőzések | Szettek | Szettek | Szettek | Pontok | Pontok | Pontok |
| Csapat               | Pont | Gy         | V          | Sz+     | Sz–     | SzA     | P+     | P–     | PA     |
| -------------------- | ---- | ---------- | ---------- | ------- | ------- | ------- | ------ | ------ | ------ |
| Bulgária (BUL)       | 12   | 4          | 1          | 13      | 4       | 3,250   | 407    | 390    | 1,044  |
| Lengyelország (POL)  | 9    | 3          | 2          | 11      | 7       | 1,571   | 433    | 374    | 1,158  |
| Argentína (ARG)      | 9    | 3          | 2          | 10      | 7       | 1,429   | 382    | 367    | 1,041  |
| Olaszország (ITA)    | 8    | 3          | 2          | 10      | 9       | 1,111   | 426    | 413    | 1,031  |
| Ausztrália (AUS)     | 7    | 2          | 3          | 8       | 10      | 0,800   | 395    | 397    | 0,995  |
| Nagy-Britannia (GBR) | 0    | 0          | 5          | 0       | 15      | 0,000   | 274    | 376    | 0,729  |

| 2012. július 29. 20:00 (21:00) | Olaszország (ITA)                        | 1–3 | Lengyelország (POL) | Earls Court Exhibition Centre, London Nézőszám: 15 000 Játékvezető: Rolando Cholakian (ARG), Zorica Bjelić (SRB) |
| 2012. július 29. 20:00 (21:00) | (25–21, 20–25, 23–25, 14–25) Jegyzőkönyv |     |                     | Earls Court Exhibition Centre, London Nézőszám: 15 000 Játékvezető: Rolando Cholakian (ARG), Zorica Bjelić (SRB) |

| 2012. július 31. 11:40 (12:40) | Lengyelország (POL)                      | 1–3 | Bulgária (BUL) | Earls Court Exhibition Centre, London Nézőszám: 11 300 Játékvezető: Andrej Zenovics (RUS), Tano Akihiko (JPN) |
| 2012. július 31. 11:40 (12:40) | (22–25, 27–29, 25–13, 23–25) Jegyzőkönyv |     |                | Earls Court Exhibition Centre, London Nézőszám: 11 300 Játékvezető: Andrej Zenovics (RUS), Tano Akihiko (JPN) |

| 2012. augusztus 2. 16:45 (17:45) | Lengyelország (POL)               | 3–0 | Argentína (ARG) | Earls Court Exhibition Centre, London Nézőszám: 13 000 Játékvezető: Georgios Karampetsos (GRE), Ibrahim Al-Naama (QAT) |
| 2012. augusztus 2. 16:45 (17:45) | (25–18, 25–20, 25–16) Jegyzőkönyv |     |                 | Earls Court Exhibition Centre, London Nézőszám: 13 000 Játékvezető: Georgios Karampetsos (GRE), Ibrahim Al-Naama (QAT) |

| 2012. augusztus 4. 11:30 (12:30) | Nagy-Britannia (GBR)              | 0–3 | Lengyelország (POL) | Earls Court Exhibition Centre, London Nézőszám: 14 900 Játékvezető: Ibrahim Al-Naama (QAT), Georgios Karampetsos (GRE) |
| 2012. augusztus 4. 11:30 (12:30) | (16–25, 19–25, 18–25) Jegyzőkönyv |     |                     | Earls Court Exhibition Centre, London Nézőszám: 14 900 Játékvezető: Ibrahim Al-Naama (QAT), Georgios Karampetsos (GRE) |

| 2012. augusztus 6. 9:30 (10:30) | Ausztrália (AUS)                         | 3–1 | Lengyelország (POL) | Earls Court Exhibition Centre, London Nézőszám: 12 000 Játékvezető: Rogerio Espicalsky (BRA), Andrej Zenovics (RUS) |
| 2012. augusztus 6. 9:30 (10:30) | (25–21, 25–22, 18–25, 25–22) Jegyzőkönyv |     |                     | Earls Court Exhibition Centre, London Nézőszám: 12 000 Játékvezető: Rogerio Espicalsky (BRA), Andrej Zenovics (RUS) |

Negyeddöntő
| 2012. augusztus 8. 19:30 (20:30) | Lengyelország (POL)               | 0–3 | Oroszország (RUS) | Earls Court Exhibition Centre, London Nézőszám: 14,000 Játékvezető: Frans Loderus (NED), Mohamed Shaaban (EGY) |
| 2012. augusztus 8. 19:30 (20:30) | (17–25, 23–25, 21–25) Jegyzőkönyv |     |                   | Earls Court Exhibition Centre, London Nézőszám: 14,000 Játékvezető: Frans Loderus (NED), Mohamed Shaaban (EGY) |

| Csapat              | Helyezés |
| ------------------- | -------- |
| Lengyelország (POL) | 5.       |

### Strandröplabda

#### Férfi
| Versenyző                       | Csoportkör | Csoportkör | 16 közé jutásért  | Nyolcaddöntő                                                     | Negyeddöntő                                                          | Elődöntő          | Döntő             | Helyezés |
| Versenyző                       | Ellenfél Eredmény | Hely.      | Ellenfél Eredmény | Ellenfél Eredmény                                                | Ellenfél Eredmény                                                    | Ellenfél Eredmény | Ellenfél Eredmény | Helyezés |
| ------------------------------- | --- | ---------- | ----------------- | ---------------------------------------------------------------- | -------------------------------------------------------------------- | ----------------- | ----------------- | -------- |
| Grzegorz Fijałek Mariusz Prudel | D csoport · Lettország (LAT) · Aleksandrs Samoilovs · Ruslans Sorokins · 21-12, 15-21, 12-15 · Egyesült Államok (USA) · Jake Gibb · Sean Rosenthal · 21-17, 21-18 · Dél-afrikai Köztársaság (RSA) · Freedom Chiya · Freedom Chiya · 21-19, 21-13 | 2.         |                   | Svájc (SUI) · Sébastien Chevallier · Sascha Heyer · 21-18, 21-17 | Brazília (BRA) · Alison Cerutti · Emanuel Rego · 17-21, 21-16, 15-17 | kiesett           | kiesett           | 5.       |

## Sportlövészet
Női
| Versenyző                 | Versenyszám           | Selejtező | Selejtező | Döntő   | Döntő    |
| Versenyző                 | Versenyszám           | Pont      | Helyezés  | Pont    | Helyezés |
| ------------------------- | --------------------- | --------- | --------- | ------- | -------- |
| Beata Bartków-Kwiatkowska | Légpisztoly           | 366       | 44.       | kiesett | kiesett  |
| Beata Bartków-Kwiatkowska | Sportpisztoly         | 567       | 35.       | kiesett | kiesett  |
| Paula Wrońska             | Légpuska              | 390       | 47.       | kiesett | kiesett  |
| Sylwia Bogacka            | Légpuska              | 399       | 1.        | 502,2   |          |
| Sylwia Bogacka            | Sportpuska, összetett | 583       | 8.*       | 681,9   | 4.       |
| Agnieszka Staroń          | Sportpuska, összetett | 584       | 5.        | 678,2   | 8.       |

* - három másik versenyzővel azonos eredményt ért el, szétlövés után 49,6 ponttal a 2. helyen végzett

## Súlyemelés
Férfi
| Versenyző         | Versenyszám | Szakítás                 | Szakítás                 | Lökés                    | Lökés                    | Összesen | Helyezés |
| Versenyző         | Versenyszám | Eredmény                 | Helyezés                 | Eredmény                 | Helyezés                 | Összesen | Helyezés |
| ----------------- | ----------- | ------------------------ | ------------------------ | ------------------------ | ------------------------ | -------- | -------- |
| Krzysztof Zwarycz | 77 kg       | 150                      | 9.                       | 182                      | 7.                       | 332      | 7.       |
| Adrian Zieliński  | 85 kg       | 175                      | 3.                       | 211                      | 1.                       | 385      |          |
| Arszen Kaszabiev  | 94 kg       | 170                      | 12.                      | érvényes kísérlet nélkül | érvényes kísérlet nélkül | kiesett  | kiesett  |
| Tomasz Zieliński  | 94 kg       | 175                      | 9.                       | 210                      | 8.                       | 385      | 9.       |
| Bartłomiej Bonk   | 105 kg      | 190                      | 1.                       | 220                      | 4.                       | 410      |          |
| Marcin Dołęga     | 105 kg      | érvényes kísérlet nélkül | érvényes kísérlet nélkül | kiesett                  | kiesett                  | kiesett  | kiesett  |

Női
| Versenyző             | Versenyszám | Szakítás | Szakítás | Lökés    | Lökés    | Összesen | Helyezés |
| Versenyző             | Versenyszám | Eredmény | Helyezés | Eredmény | Helyezés | Összesen | Helyezés |
| --------------------- | ----------- | -------- | -------- | -------- | -------- | -------- | -------- |
| Aleksandra Klejnowska | 53 kg       | 84       | 12.      | 112      | 6.       | 196      | 7.       |
| Joanna Łochowska      | 53 kg       | 84       | 11.      | 107      | 12.      | 191      | 13.      |
| Ewa Mizdal            | 75 kg       | 104      | 7.       | 127      | 9.       | 231      | 7.       |

## Taekwondo
Férfi
| Versenyző        | Versenyszám | Nyolcaddöntő                 | Negyeddöntő       | Elődöntő          | Vigaszág elődöntő | Bronz- mérkőzés   | Döntő             | Helyezés |
| Versenyző        | Versenyszám | Ellenfél Eredmény            | Ellenfél Eredmény | Ellenfél Eredmény | Ellenfél Eredmény | Ellenfél Eredmény | Ellenfél Eredmény | Helyezés |
| ---------------- | ----------- | ---------------------------- | ----------------- | ----------------- | ----------------- | ----------------- | ----------------- | -------- |
| Michał Łoniewski | Pehelysúly  | Rohullah Nikpai (AFG) · 5-12 | kiesett           | kiesett           |                   |                   |                   | 11.      |

## Tenisz
Férfi
| Versenyző                            | Versenyszám | 64-es főtábla                         | 32-es főtábla                                                                  | Nyolcaddöntő      | Negyeddöntő       | Elődöntő          | Bronz- mérkőzés   | Döntő             | Helyezés |
| Versenyző                            | Versenyszám | Ellenfél Eredmény                     | Ellenfél Eredmény                                                              | Ellenfél Eredmény | Ellenfél Eredmény | Ellenfél Eredmény | Ellenfél Eredmény | Ellenfél Eredmény | Helyezés |
| ------------------------------------ | ----------- | ------------------------------------- | ------------------------------------------------------------------------------ | ----------------- | ----------------- | ----------------- | ----------------- | ----------------- | -------- |
| Łukasz Kubot                         | Egyes       | Grigor Dimitrov (BUL) · 3-6, 6-7(4–7) | kiesett                                                                        | kiesett           | kiesett           | kiesett           | kiesett           | kiesett           | 33.      |
| Mariusz Fyrstenberg Marcin Matkowski | Páros       |                                       | Spanyolország (ESP) · David Ferrer · Feliciano López · 6–7(7–9), 7-6(8–6), 6–8 | kiesett           | kiesett           | kiesett           | kiesett           | kiesett           | 17.      |

Női
| Versenyző                             | Versenyszám | 64-es főtábla                           | 32-es főtábla                                                                | Nyolcaddöntő                                                          | Negyeddöntő       | Elődöntő          | Bronz- mérkőzés   | Döntő             | Helyezés |
| Versenyző                             | Versenyszám | Ellenfél Eredmény                       | Ellenfél Eredmény                                                            | Ellenfél Eredmény                                                     | Ellenfél Eredmény | Ellenfél Eredmény | Ellenfél Eredmény | Ellenfél Eredmény | Helyezés |
| ------------------------------------- | ----------- | --------------------------------------- | ---------------------------------------------------------------------------- | --------------------------------------------------------------------- | ----------------- | ----------------- | ----------------- | ----------------- | -------- |
| Agnieszka Radwańska                   | Egyes       | Julia Görges (GER) · 5-7, 7-6(7–5), 4-6 | kiesett                                                                      | kiesett                                                               | kiesett           | kiesett           | kiesett           | kiesett           | 33.      |
| Urszula Radwańska                     | Egyes       | Mona Barthel (GER) · 6-4, 6-3           | Serena Williams (USA) · 2-6, 3-6                                             | kiesett                                                               | kiesett           | kiesett           | kiesett           | kiesett           | 17.      |
| Agnieszka Radwańska Urszula Radwańska | Páros       |                                         | Szlovákia (SVK) · Dominika Cibulková · Daniela Hantuchová · 6-2, 6-1         | Egyesült Államok (USA) · Liezel Huber · Lisa Raymond · 4-6, 6-76(3–7) | kiesett           | kiesett           | kiesett           | kiesett           | 9.       |
| Klaudia Jans-Ignacik Alicja Rosolska  | Páros       |                                         | Spanyolország (ESP) · Marija Kirilenko · Nagyja Petrova · 7-6(7–5), 3-6, 2–6 | kiesett                                                               | kiesett           | kiesett           | kiesett           | kiesett           | 17.      |

Vegyes
| Versenyző                            | Versenyszám | Nyolcaddöntő                                                   | Negyeddöntő       | Elődöntő          | Bronz- mérkőzés   | Döntő             | Helyezés |
| Versenyző                            | Versenyszám | Ellenfél Eredmény                                              | Ellenfél Eredmény | Ellenfél Eredmény | Ellenfél Eredmény | Ellenfél Eredmény | Helyezés |
| ------------------------------------ | ----------- | -------------------------------------------------------------- | ----------------- | ----------------- | ----------------- | ----------------- | -------- |
| Agnieszka Radwańska Marcin Matkowski | Páros       | Ausztrália (AUS) · Samantha Stosur · Lleyton Hewitt · 3-6, 3-6 | kiesett           | kiesett           | kiesett           | kiesett           | 9.       |

## Tollaslabda
| Versenyző                            | Versenyszám  | Csoportkör | Csoportkör | Nyolcaddöntő      | Negyeddöntő                                 | Elődöntő          | Bronz- mérkőzés   | Döntő             | Helyezés |
| Versenyző                            | Versenyszám  | Ellenfél Eredmény | Hely.      | Ellenfél Eredmény | Ellenfél Eredmény                           | Ellenfél Eredmény | Ellenfél Eredmény | Ellenfél Eredmény | Helyezés |
| ------------------------------------ | ------------ | --- | ---------- | ----------------- | ------------------------------------------- | ----------------- | ----------------- | ----------------- | -------- |
| Przemysław Wacha                     | Férfi egyes  | L csoport · Csen Csin (CHN) · 15-21, 8-21 | 2.         | kiesett           | kiesett                                     | kiesett           | kiesett           | kiesett           | 17.      |
| Adam Cwalina Michał Łogosz           | Férfi páros  | B csoport · Dél-Korea (KOR) · Ko Szonghjon · Ju Jonszong · 21-17, 7-21, 13-21 · Thaiföld (THA) · Bodin Isara · Maneepong Jongjit · 0-21, 0-21 · Indonézia (INA) · Muhammad Ahsan · Bona Septano · 0-21, 0-21 | 4.         | kiesett           | kiesett                                     | kiesett           | kiesett           | kiesett           | 13.      |
| Kamila Augustyn                      | Női egyes    | G csoport · Anasztaszija Prokopenko (RUS) · 16-21, 17-21 · Tine Baun (DEN) · 11-21, 6-21 | 3.         | kiesett           | kiesett                                     | kiesett           | kiesett           | kiesett           | 33.      |
| Robert Mateusiak Nadieżda Kostiuczyk | Vegyes páros | B csoport · Japán (JPN) · Siota Reiko · Ikeda Sintaró · 21-18, 22-20 · Dánia (DEN) · Christinna Pedersen · Joachim Fischer Nielsen · 9-21, 21-14, 17-21 · Kanada (CAN) · Grace Gao · Toby Ng · 21–13, 21–16  | 2.         |                   | Kína (CHN) · Ma Jin · Xu Chen · 15-21, 9-21 | kiesett           | kiesett           | kiesett           | 5.       |

## Torna
Férfi
| Versenyző     | Versenyszám      | Selejtező | Selejtező | Döntő    | Döntő    |
| Versenyző     | Versenyszám      | Pontszám  | Helyezés  | Pontszám | Helyezés |
| ------------- | ---------------- | --------- | --------- | -------- | -------- |
| Roman Kulesza | Talaj            | 13,933    | 54.       | kiesett  | kiesett  |
| Roman Kulesza | Korlát           | 14,700    | 34.       | kiesett  | kiesett  |
| Roman Kulesza | Nyújtó           | 14,733    | 24.       | kiesett  | kiesett  |
| Roman Kulesza | Gyűrű            | 13,466    | 63.       | kiesett  | kiesett  |
| Roman Kulesza | Lólengés         | 12,966    | 50.       | kiesett  | kiesett  |
| Roman Kulesza | Egyéni összetett | 84,698    | 28.       | 84,165   | 24.      |

Női
| Versenyző   | Versenyszám      | Selejtező | Selejtező | Döntő    | Döntő    |
| Versenyző   | Versenyszám      | Pontszám  | Helyezés  | Pontszám | Helyezés |
| ----------- | ---------------- | --------- | --------- | -------- | -------- |
| Marta Pihan | Talaj            | 14,333    | 11.       | kiesett  | kiesett  |
| Marta Pihan | Felemás korlát   | 14,033    | 27.       | kiesett  | kiesett  |
| Marta Pihan | Gerenda          | 12,166    | 64.       | kiesett  | kiesett  |
| Marta Pihan | Egyéni összetett | 54,365    | 26.       | 55,465   | 19.      |

### Ritmikus gimnasztika
| Versenyző      | Versenyszám | Selejtező | Selejtező | Selejtező | Selejtező | Selejtező | Selejtező | Selejtező | Selejtező | Selejtező | Selejtező | Döntő  | Döntő  | Döntő  | Döntő | Döntő    | Döntő    | Döntő  | Döntő  | Döntő    | Döntő    | Helyezés |
| Versenyző      | Versenyszám | Karika    | Karika    | Labda     | Labda     | Buzogány  | Buzogány  | Szalag    | Szalag    | Összesen  | Összesen  | Karika | Karika | Labda  | Labda | Buzogány | Buzogány | Szalag | Szalag | Összesen | Összesen | Helyezés |
| Versenyző      | Versenyszám | Pont      | Hely.     | Pont      | Hely.     | Pont      | Hely.     | Pont      | Hely.     | Pont      | Hely.     | Pont   | Hely.  | Pont   | Hely. | Pont     | Hely.    | Pont   | Hely.  | Pont     | Hely.    | Helyezés |
| -------------- | ----------- | --------- | --------- | --------- | --------- | --------- | --------- | --------- | --------- | --------- | --------- | ------ | ------ | ------ | ----- | -------- | -------- | ------ | ------ | -------- | -------- | -------- |
| Joanna Mitrosz | Egyéni      | 27,425    | 9.        | 27,250    | 8.        | 27,625    | 6.        | 27,450    | 7.        | 109,750   | 8.        | 27,475 | 7.     | 27,150 | 6.    | 26,850   | 8.       | 27,425 | 8.     | 108,900  | 9.       | 9.       |

## Triatlon
| Versenyző        | Versenyszám | 1,5 km úszás | Depózás 1 | 40 km kerékpározás | Depózás 2 | 10 km futás | Összesítés | Összesítés |
| Versenyző        | Versenyszám | Idő          | Idő       | Idő                | Idő       | Idő         | Idő        | Helyezés   |
| ---------------- | ----------- | ------------ | --------- | ------------------ | --------- | ----------- | ---------- | ---------- |
| Marek Jaskółka   | Férfi       | 17:58        | 0:41      | 59:45              | 0:29      | 33:45       | 1:52:38    | 47.        |
| Maria Cześnik    | Női         | 19:28        | 0:42      | 1:07:17            | 0:33      | 36:09       | 2:04:09    | 31.        |
| Agnieszka Jerzyk | Női         | 19:47        | 0:41      | 1:06:57            | 0:32      | 34:55       | 2:02:52    | 25.        |

## Úszás
Férfi
| Versenyző                                                          | Versenyszám            | Előfutam | Előfutam | Előfutam | Elődöntő | Elődöntő | Elődöntő | Döntő    | Döntő    |
| Versenyző                                                          | Versenyszám            | Idő      | Hely.    | Össz.    | Idő      | Hely.    | Össz.    | Idő      | Helyezés |
| ------------------------------------------------------------------ | ---------------------- | -------- | -------- | -------- | -------- | -------- | -------- | -------- | -------- |
| Kacper Majchrzak                                                   | 50 m gyors             | 23,00    | 7.       | 33.      | kiesett  | kiesett  | kiesett  | kiesett  | kiesett  |
| Konrad Czerniak                                                    | 100 m gyors            | 48,67    | 2.       | 10.*     | 48,44    | 6.       | 9.*      | kiesett  | kiesett  |
| Konrad Czerniak                                                    | 100 m pillangó         | 51,85    | 2.       | 4.       | 51,78    | 3.       | 7.       | 52,05    | 8.       |
| Mateusz Sawrymowicz                                                | 400 m gyors            | 3:53,33  | 1.       | 21.      |          |          |          | kiesett  | kiesett  |
| Mateusz Sawrymowicz                                                | 1500 m gyors           | 14:57,59 | 3.       | 8.       |          |          |          | 14:54,32 | 7.       |
| Marcin Tarczyński                                                  | 100 m hát              | 55,06    | 7.       | 27.      | kiesett  | kiesett  | kiesett  | kiesett  | kiesett  |
| Radosław Kawęcki                                                   | 200 m hát              | 1:58,18  | 5.       | 14.      | 1:56,74  | 3.       | 5.       | 1:55,59  | 4.*      |
| Dawid Szulich                                                      | 100 m mell             | 1:02,07  | 6.*      | 32.*     | kiesett  | kiesett  | kiesett  | kiesett  | kiesett  |
| Sławomir Kuczko                                                    | 200 m mell             | 2:12,51  | 2.       | 21.      | kiesett  | kiesett  | kiesett  | kiesett  | kiesett  |
| Paweł Korzeniowski                                                 | 200 m pillangó         | 1:56,09  | 4.       | 11.      | 1:55,04  | 3.       | 7.       | 1:55,08  | 7.       |
| Marcin Cieślak                                                     | 200 m pillangó         | 1:57,07  | 6.       | 19.      | kiesett  | kiesett  | kiesett  | kiesett  | kiesett  |
| Marcin Cieślak                                                     | 200 m vegyes           | 2:00,45  | 6.       | 19.      | kiesett  | kiesett  | kiesett  | kiesett  | kiesett  |
| Radosław Kawęcki Dawid Szulich Paweł Korzeniowski Kacper Majchrzak | 4 × 100 m vegyes váltó | 3:38,16  | 8.       | 16.      |          |          |          | kiesett  | kiesett  |

Női
| Versenyző                                                            | Versenyszám          | Előfutam | Előfutam | Előfutam | Elődöntő | Elődöntő | Elődöntő | Döntő     | Döntő    |
| Versenyző                                                            | Versenyszám          | Idő      | Hely.    | Össz.    | Idő      | Hely.    | Össz.    | Idő       | Helyezés |
| -------------------------------------------------------------------- | -------------------- | -------- | -------- | -------- | -------- | -------- | -------- | --------- | -------- |
| Anna Dowgiert                                                        | 50 m gyors           | 25,59    | 5.       | 30.      | kiesett  | kiesett  | kiesett  | kiesett   | kiesett  |
| Katarzyna Wilk                                                       | 100 m gyors          | 56,13    | 4.       | 27.      | kiesett  | kiesett  | kiesett  | kiesett   | kiesett  |
| Alicja Tchórz                                                        | 100 m hát            | 1:01,44  | 2.       | 25.      | kiesett  | kiesett  | kiesett  | kiesett   | kiesett  |
| Alicja Tchórz                                                        | 200 m hát            | 2:14,02  | 8.       | 29.      | kiesett  | kiesett  | kiesett  | kiesett   | kiesett  |
| Otylia Jędrzejczak                                                   | 100 m pillangó       | 59,31    | 2.       | 25.      | kiesett  | kiesett  | kiesett  | kiesett   | kiesett  |
| Otylia Jędrzejczak                                                   | 200 m pillangó       | 2:09,33  | 6.       | 16.      | 2:13,09  | 8.       | 16.      | kiesett   | kiesett  |
| Karolina Szczepaniak                                                 | 400 m vegyes         | 4:52,50  | 6.       | 31.      |          |          |          | kiesett   | kiesett  |
| Natalia Charłos                                                      | 10 km nyílt vízi     |          |          |          |          |          |          | 1:59:58,7 | 15.      |
| Katarzyna Wilk Karolina Szczepaniak Diana Sokołowska Alexandra Putra | 4 × 200 m gyorsváltó | 8:13,76  | 8.       | 16.      |          |          |          | kiesett   | kiesett  |

* - egy másik versenyzővel azonos időt ért el

## Vitorlázás
Férfi
| Versenyző                           | Versenyszám        | Futam | Futam | Futam | Futam | Futam | Futam | Futam | Futam | Futam | Futam | Futam | Futam | Futam | Futam | Futam | Futam   | Pontszám | Helyezés |
| Versenyző                           | Versenyszám        | 1     | 2     | 3     | 4     | 5     | 6     | 7     | 8     | 9     | 10    | 11    | 12    | 13    | 14    | 15    | É       | Pontszám | Helyezés |
| ----------------------------------- | ------------------ | ----- | ----- | ----- | ----- | ----- | ----- | ----- | ----- | ----- | ----- | ----- | ----- | ----- | ----- | ----- | ------- | -------- | -------- |
| Przemysław Miarczyński              | Szörfvitorlázás    | 2     | 2     | 7     | 4     | (13)  | 3     | 7     | 4     | 13    | 10    |       |       |       |       |       | 8       | 60       |          |
| Kacper Ziemiński                    | Laser              | 22    | 13    | 8     | 24    | 18    | 15    | (28)  | 11    | 22    | 12    |       |       |       |       |       | kiesett | 145      | 17.      |
| Piotr Kula                          | Finn dingi         | (25*) | 16    | 17    | 16    | 13    | 20    | 25**  | 11    | 14    | 16    |       |       |       |       |       | kiesett | 148      | 16.      |
| Mateusz Kusznierewicz Dominik Życki | Csillaghajó        | 9     | 3     | 12    | 10    | 3     | 4     | 2     | 9     | (13)  | 2     |       |       |       |       |       | 18      | 72       | 8.       |
| Paweł Kolodzinski Łukasz Przybytek  | Könnyű 49-es dingi | 11    | 14    | 11    | 13    | 8     | 3     | 15    | 10    | 5     | 13    | 11    | 12    | 7     | (18)  | 13    | kiesett | 146      | 13.      |

Női
| Versenyző                         | Versenyszám     | Futam | Futam | Futam | Futam | Futam | Futam | Futam | Futam | Futam | Futam | Futam   | Pontszám | Helyezés |
| Versenyző                         | Versenyszám     | 1     | 2     | 3     | 4     | 5     | 6     | 7     | 8     | 9     | 10    | É       | Pontszám | Helyezés |
| --------------------------------- | --------------- | ----- | ----- | ----- | ----- | ----- | ----- | ----- | ----- | ----- | ----- | ------- | -------- | -------- |
| Zofia Klepacka                    | Szörfvitorlázás | 5     | 2     | 12    | 3     | 1     | 1     | 9     | (21)  | 4     | 4     | 6       | 47       |          |
| Anna Weinzieher                   | Laser radial    | 16    | 26    | 25    | 21    | 20    | 16    | 22    | 24    | 15    | (27)  | kiesett | 185      | 22.      |
| Jolanta Ogar Agnieszka Skrzypulec | 470-es osztály  | 13    | 13    | (20)  | 17    | 7     | 2     | 18    | 7     | 11    | 10    | kiesett | 98       | 12.      |

* - kizárták

** - korai rajt miatt kizárták

## Vívás
Férfi
| Versenyző           | Versenyszám       | Selejtező                   | 32-es főtábla                  | Nyolcaddöntő      | Negyeddöntő       | Elődöntő          | Bronz- mérkőzés   | Döntő             | Helyezés |
| Versenyző           | Versenyszám       | Ellenfél Eredmény           | Ellenfél Eredmény              | Ellenfél Eredmény | Ellenfél Eredmény | Ellenfél Eredmény | Ellenfél Eredmény | Ellenfél Eredmény | Helyezés |
| ------------------- | ----------------- | --------------------------- | ------------------------------ | ----------------- | ----------------- | ----------------- | ----------------- | ----------------- | -------- |
| Radosław Zawrotniak | Párbajtőr, egyéni |                             | Alexandre Bouzaid (SEN) · 9-15 | kiesett           | kiesett           | kiesett           | kiesett           | kiesett           | 20.      |
| Adam Skrodzki       | Kard, egyéni      | Lam Hin Chung (HKG) · 15–10 | Nicolas Limbach (GER) · 8-15   | kiesett           | kiesett           | kiesett           | kiesett           | kiesett           | 30.      |

Női
| Versenyző                                                                    | Versenyszám       | Selejtező         | 32-es főtábla                     | Nyolcaddöntő                  | Negyeddöntő                                                                      | Elődöntő                                                                                       | Bronz- mérkőzés                                                                             | Döntő             | Helyezés |
| Versenyző                                                                    | Versenyszám       | Ellenfél Eredmény | Ellenfél Eredmény                 | Ellenfél Eredmény             | Ellenfél Eredmény                                                                | Ellenfél Eredmény                                                                              | Ellenfél Eredmény                                                                           | Ellenfél Eredmény | Helyezés |
| ---------------------------------------------------------------------------- | ----------------- | ----------------- | --------------------------------- | ----------------------------- | -------------------------------------------------------------------------------- | ---------------------------------------------------------------------------------------------- | ------------------------------------------------------------------------------------------- | ----------------- | -------- |
| Sylwia Gruchała                                                              | Tőr, egyéni       | erőnyerő          | Ikehata Kanae (JPN) · 8-9         | kiesett                       | kiesett                                                                          | kiesett                                                                                        | kiesett                                                                                     | kiesett           | 17.      |
| Martyna Synoradzka                                                           | Tőr, egyéni       | erőnyerő          | Kamilla Gafurzjanova (RUS) · 8-15 | kiesett                       | kiesett                                                                          | kiesett                                                                                        | kiesett                                                                                     | kiesett           | 23.      |
| Małgorzata Wojtkowiak                                                        | Tőr, egyéni       | erőnyerő          | Chen Jinyan (CHN) · 8-15          | kiesett                       | kiesett                                                                          | kiesett                                                                                        | kiesett                                                                                     | kiesett           | 21.      |
| Magdalena Piekarska                                                          | Párbajtőr, egyéni | erőnyerő          | Tiffany Géroudet (SUI) · 14-15    | kiesett                       | kiesett                                                                          | kiesett                                                                                        | kiesett                                                                                     | kiesett           | 20.      |
| Aleksandra Socha                                                             | Kard, egyéni      |                   | Sandra Sassine (CAN) · 15-7       | Vaszilikí Vujúka (GRE) · 7-15 | kiesett                                                                          | kiesett                                                                                        | kiesett                                                                                     | kiesett           | 13.      |
| Karolina Chlewinska Sylwia Gruchała Martyna Synoradzka Małgorzata Wojtkowiak | Tőr, csapat       |                   |                                   |                               | Franciaország (FRA) · Corinne Maîtrejean · Astrid Guyart · Ysaora Thibus · 31-42 | 5–8. helyért · Nagy-Britannia (GBR) · Anna Bentley · Natalia Sheppard · Sophie Troiano · 43-20 | 5. helyért · Egyesült Államok (USA) · Doris Willette · Lee Kiefer · Nzingha Prescod · 45-39 |                   | 5.       |